# Cat-Women of the Moon
Femeile-pisici de pe Lună (Cat-Women of the Moon) (1953) este un film științifico-fantastic regizat de Arthur Hilton; cu Sonny Tufts, Victor Jory și Marie Windsor în rolurile principale.

## Prezentare
Cinci astronauți călătoresc spre partea întunecată a Lunii într-o expediție științifică. Acolo au descoperit o peșteră care păstrează o atmosferă oarecum respirabilă. După ce își scot costumele spațiale, ei riscă să arunce o privire în interior. Aici găsesc un oraș îngropat. Ultimii locuitori ai acestui oraș, reprezentanții unei civilizații vechi de 2 milioane ani, îi întâmpină cu alimente și băuturi. Ceea ce nu știu ei este că cele opt femei plănuiesc să le fure nava spațială.

## Distribuție
- Sonny Tufts - Laird Grainger
- Victor Jory - Kip Reissner
- Marie Windsor - Helen Salinger
- William Phipps - Doug Smith
- Douglas Fowley - Walt Walters
- Carol Brewster - Alpha
- Suzanne Alexander - Beta
- Susan Morrow - Lambda
- Bette Arlen - Cat-Woman
- Roxann Delman - Cat-Woman
- Ellye Marshall - Cat-Woman
- Judy Walsh - Cat-Woman